# Alto Amazonas (província)
Alto Amazonas é uma província do Peru localizada na região de Loreto. Sua capital é a cidade de Yurimaguas.

## Distritos da província
- Balsapuerto
- Jeberos
- Lagunas
- Santa Cruz
- Teniente César López Rojas
- Yurimaguas